# La casa de la Troya (película de 1925)
La casa de la Troya es una película muda española de 1925. La película se basa en la novela La casa de la Troya de Alejandro Pérez Lugín, que fue un auténtico éxito de ventas desde su publicación en 1915. Lugín fue el alma del filme, fue el productor por medio de Troya Film y, junto a Manuel Noriega, el guionista y el director. 
El filme se rodó en el mes de agosto de 1924 en La Coruña, Santiago de Compostela, Los Ángeles (Brión), Betanzos, Puentedeume, Sada, Vigo y Combarro (Poyo). Los protagonistas fueron Carmen Viance, Clotilde Romero, Luis Peña, Pedro Elviro, Florián Rey y el después famoso actor y director Juan de Orduña. La cinta fue un éxito de público en España, llegando a estrenarse en los Estados Unidos con el título de College Boarding House. Consiste en un total de trece rollos y dura 3 horas; en el año 2005 el Centro Galego de Artes da Imaxe y la Filmoteca Nacional lo restauraron.
- Datos: Q19609889